# Distrito electoral de Pinckneyville n.º 4
Pinckneyville No. 4 (en inglés: Pinckneyville No. 4 Precinct) es un distrito electoral ubicado en el condado de Perry en el estado estadounidense de Illinois. En el Censo de 2010 tenía una población de 726 habitantes y una densidad poblacional de 14,8 personas por km².

## Geografía
Según la Oficina del Censo de los Estados Unidos, Pinckneyville No. 4 tiene una superficie total de 49.06 km², de la cual 48.78 km² corresponden a tierra firme y (0.57%) 0.28 km² es agua.

## Demografía
Según el censo de 2010, había 726 personas residiendo en Pinckneyville No. 4. La densidad de población era de 14,8 hab./km². De los 726 habitantes, Pinckneyville No. 4 estaba compuesto por el 97.52% blancos, el 0.41% eran afroamericanos, el 0.14% eran amerindios, el 0.83% eran asiáticos, el 0% eran isleños del Pacífico, el 0.28% eran de otras razas y el 0.83% pertenecían a dos o más razas. Del total de la población el 1.24% eran hispanos o latinos de cualquier raza.